# 圣安德烈勒科克
圣安德烈勒科克（法語：Saint-André-le-Coq，法語發音：[sɛ̃.t‿ɑ̃dʁe lə kɔk]）是法国多姆山省的一个市镇，属于里永区。

## 地理
圣安德烈勒科克（45°57'50"N, 3°18'37"E）面积18.02 平方千米，位于法国奥弗涅-罗讷-阿尔卑斯大区多姆山省，该省份为法国中南部省份，北起阿列省接壤，东临卢瓦尔省，南至上盧瓦爾省和康塔爾省，西接科雷兹省和克勒兹省。
与圣安德烈勒科克接壤的市镇（或旧市镇、城区）包括：吕济亚、马兰格、圣克莱芒德雷尼亚、圣但尼孔巴尔纳扎、圣伊尼亚、叙拉、蒂雷。
圣安德烈勒科克的时区为UTC+01:00、UTC+02:00（夏令时）。

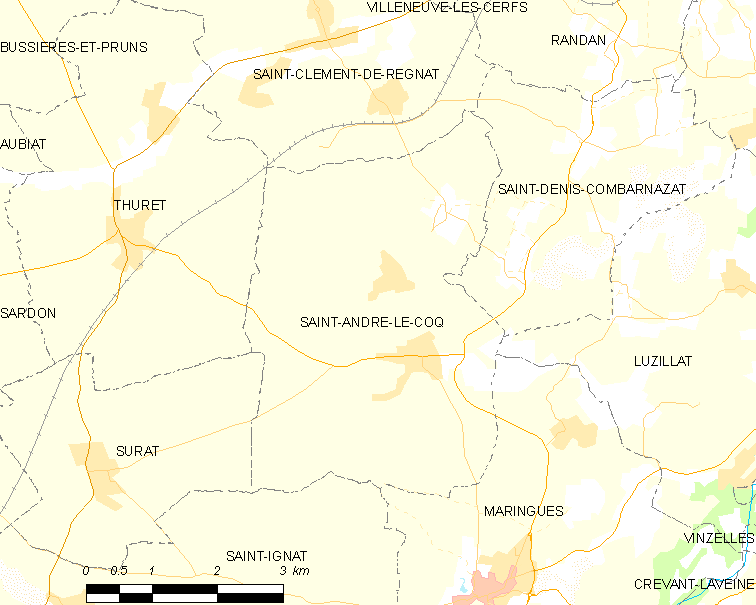
圣安德烈勒科克的OSM定位图

## 行政
圣安德烈勒科克的邮政编码为63310，INSEE市镇编码为63317。

## 政治
圣安德烈勒科克所属的省级选区为马兰格县。

## 人口

1962-2008年间圣安德烈勒科克人口变化图示

圣安德烈勒科克于2022年1月1日时的人口数量为554人。